# Eisrettung

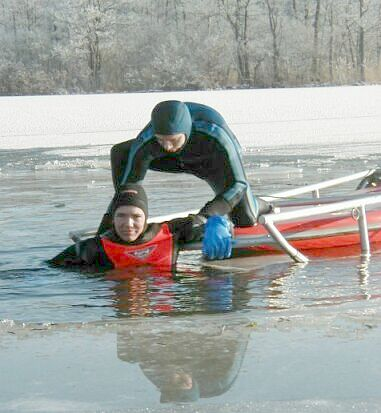
Eisrettung mit einem Eisschlitten

Als Eisrettung bezeichnet man das Retten von im Eis eingebrochenen Personen durch Kräfte der Wasserrettung oder Passanten.

## Ursachen
Gerade an schönen Wintertagen hat die Eisrettung bei den Wasserrettungsorganisationen einen hohen Stellenwert, da sich dann viele Spaziergänger, Sportler und Kinder auf nicht freigegebenen Eisflächen aufhalten. Durch ungenügende Tragkraft, Wärmestrahlungen oder trügerische Eisdicken verbunden mit Leichtsinn und Selbstüberschätzung, brechen Personen plötzlich ein. Sie können sich meistens nicht selbst befreien und durch Unterkühlung sind sie schnell vom Tode bedroht. Bei fließenden Gewässern oder abschüssigen Uferkanten besteht zudem die Gefahr des Ertrinkens, wenn die eingebrochenen Personen unter die Eisfläche geraten, durch die Strömung verfrachtet werden oder das Eintrittsloch nicht mehr finden.
Passanten stehen durch Angst oder Unwissenheit oft tatenlos herum, so dass stationäre Wasserrettungsstationen, Eiswachen und Schnelle Einsatzgruppen der Wasserrettung oft die einzige Rettung für die Verunfallten sind.

## Rettungsgeräte

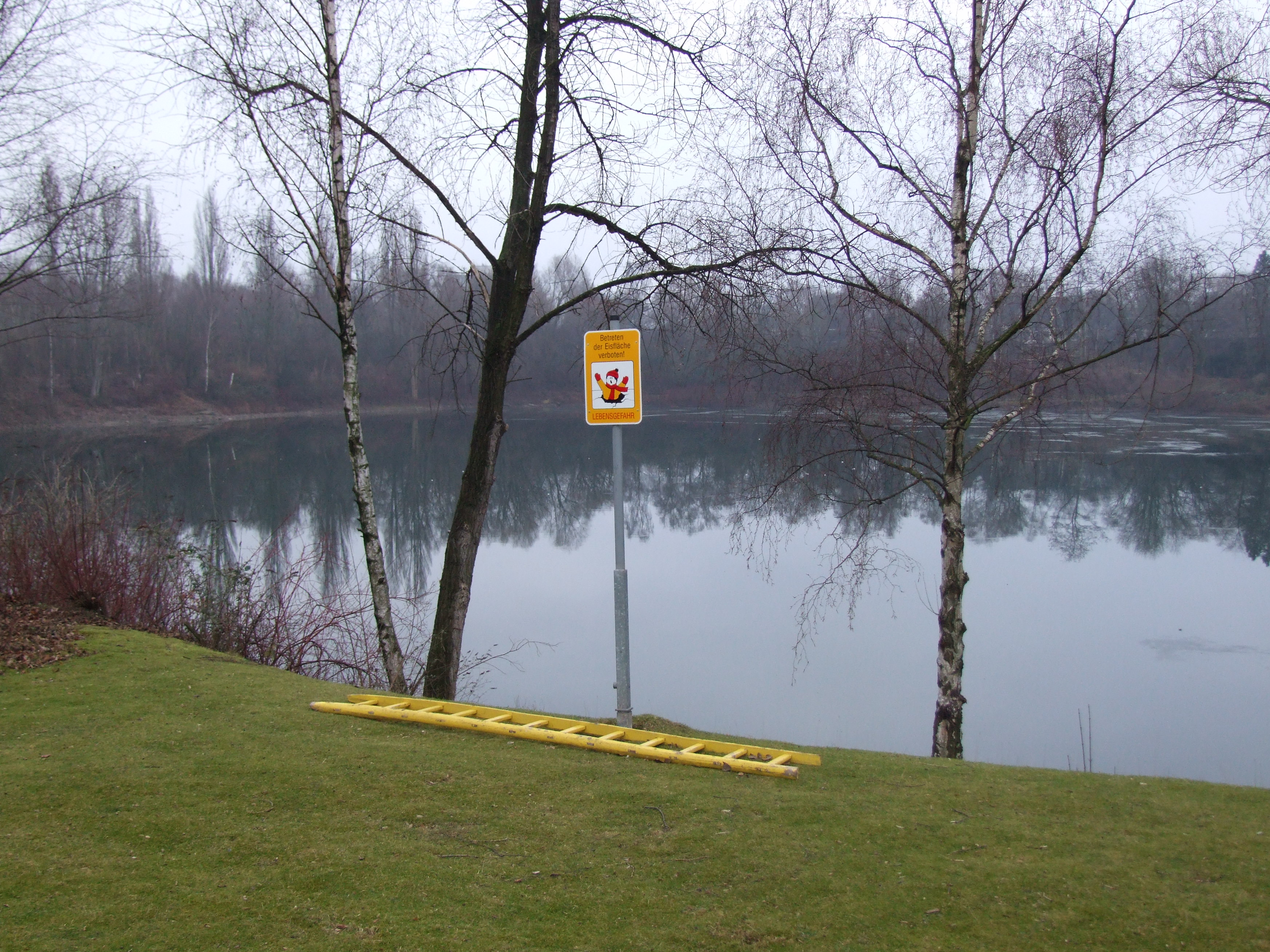
Rettungsleiter

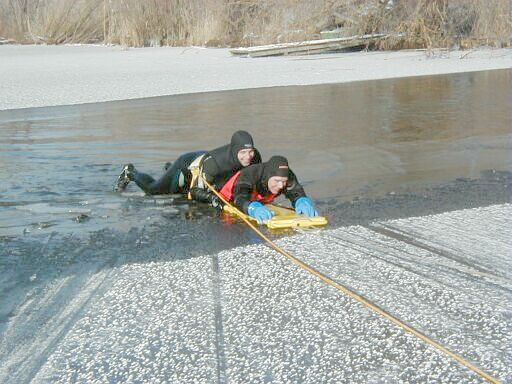
Eisrettung mit einem Spineboard

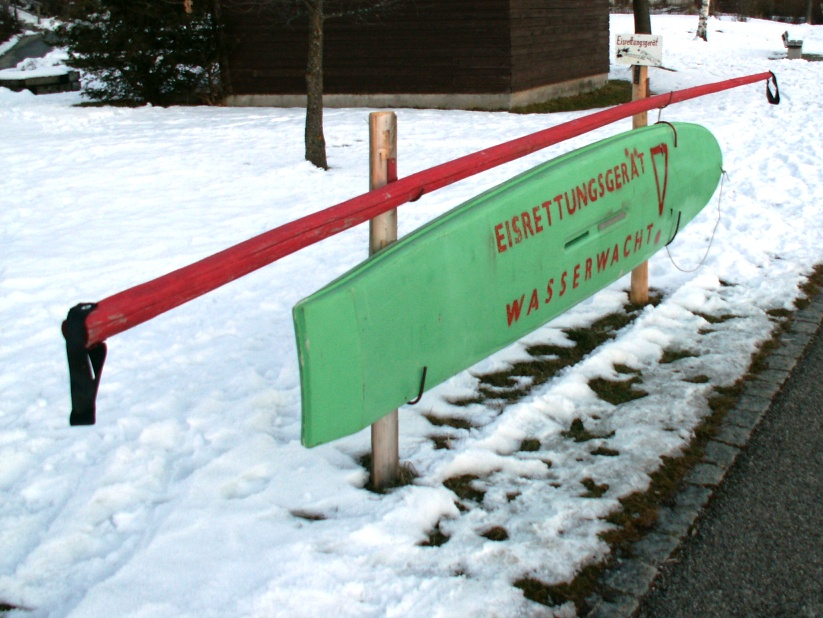
Einfaches Eisrettungsgerät

Als Rettungsgerät für die Eisrettung eignen sich alle Gegenstände, die das Gewicht der Retter und des Verunfallten auf dem Eis möglichst großflächig verteilen und die Entfernung zum Verunfallten überbrücken können. Dies können zum Beispiel Stangen, Leitern und Bretter sein. Ausgebildete Wasserretter besitzen oft Spezialgeräte, mit denen sie effektiver Hilfe leisten können.
Leichtwasserrettungsgeräte sind oft an kleineren Stationen vorhanden. Es gibt sie als fertig montierte Festgeräte, aufblasbar, einrumpfig oder in Katamaranausführung. Die Vorteile dieser Geräte sind, dass sie leicht transportierbar sind und kein Trailer für den Transport notwendig ist. Da zur Bedienung nur eine Person benötigt wird, sind Leichtwasserrettungsgeräte leicht und schnell einsatzbereit. Nachteilig ist, dass der Retter sich einen Überlebensanzug oder Trockentauchanzug anziehen muss, da die Geräte nicht vollständig schwimmfähig sind. Ein weiterer Punkt ist die begrenzte Kapazität des Gerätes auf maximal eine zu rettende Person.
Die meist aus geschweißten Aluminiumwannen oder einem Boot mit Kufen bestehenden stationären Eisrettungsgeräte zeichnen sich durch eine hohe Tragkraft aus. Der Vorteil ist, dass der Retter nicht direkt mit dem Wasser in Berührung kommt und somit eine hohe Eigensicherung für den Retter gewährleistet ist. Dem gegenüber stehen die Nachteile, dass stationäre Eisrettungsgeräte meist sehr groß, schwer und unhandlich sind. Deshalb kommt ihr Einsatz nur bei direkt am Wasser gelegenen Stationen in Frage, bei denen ausreichend Helfer zur Bedienung des Gerätes zur Verfügung stehen.

## Vorgehen

### Einsatz mit Eisrettungsgerät

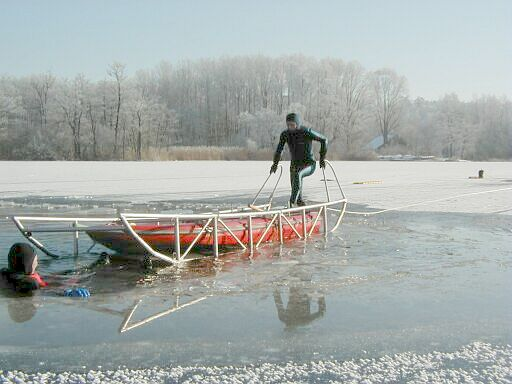
Eisrettungsschlitten

Durch die Gefahr der schnellen Unterkühlung im Eiswasser ist ein Eisrettungseinsatz immer zeitkritisch. Die Retter ziehen bereits auf dem Weg zum Unfallort die Überlebensanzüge an. Treffen sie am Unfallort ein, wird zuerst die Lage erkundet, indem die Entfernung zum Ufer, die Tragfähigkeit des Eises und die Anzahl der eingebrochenen Personen festgestellt werden. Sollte es erforderlich sein, werden durch die Retter weitere Kräfte angefordert. Der Rettungsdienst und Notarzt muss immer verständigt werden.
Wenn der eigentliche Rettungseinsatz beginnt, ist das Wichtigste den Retter und das Rettungsgerät mit Leinen am Ufer oder auf festem Eis zu sichern. Die Retter müssen drauf achten, dass sie keine Gruppen bilden, um ein weiteres Einbrechen zu verhindern. Zum Schutz sollten alle Retter Schwimmwesten tragen, sofern diese verfügbar sind.
Der Retter mit Rettungsgerät nähert sich dem Verunfallten. Ist er angekommen, versucht er den Verunfallten zu beruhigen und ohne Hektik vorsichtig auf das Eisrettungsgerät zu ziehen. Dabei sollte der Verunfallte so wenig wie möglich bewegt werden (Bergungstod). Retter und Verunfallter werden vom Leinenführer auf Signal des Retters zurückgezogen. Sobald der Verunfallte in Sicherheit ist, muss er so schnell wie möglich in den Windschatten oder in ein Gebäude gebracht werden. Falls sich der Verunfallte noch im Abwehrstadium befindet, sollten die Retter seine nasse Kleidung entfernen, ihn in Decken hüllen und Erste Hilfe leisten.

### Rettung ohne spezielle Geräte
Kommt es zu einem Eisunfall, wenn keine ausgebildeten Rettungsschwimmer oder Wasserretter in der Nähe sind, muss eine Sofortrettung mit allen greifbaren Helfern organisiert werden. Das Absetzen des Notrufs und das Organisieren der Rettungsgeräte wird in dem Fall von weniger geübten Personen durchgeführt. Der Retter robbt auf dem Bauch mit den Hilfsmitteln vorsichtig zur Einbruchstelle. Die Hilfsmittel reicht oder wirft er dem Verunfallten zu und zieht ihn daran heraus. Hierbei kann das Problem auftreten, dass der Verunfallte so entkräftet ist, dass er sich nicht mehr festhalten kann. Ist der Verunfallte aus dem Gefahrenbereich gerettet, sind unverzüglich Erste-Hilfe-Maßnahmen einzuleiten.

## Menschenkette
Sind gar keine Hilfsmittel vorhanden, besteht die letzte Möglichkeit in einer Menschenkette. Diese wird von mehreren Helfern gebildet, die sich hintereinander auf den Bauch legen und sich jeweils an den Beinen des Vordermanns festhalten. Dabei sollte der Leichteste an das vordere Ende der Kette, damit das Eis an der Einbruchstelle möglichst wenig belastet wird. Er fasst den Verunfallten und die ganze Kette zieht beide zurück.
Die Menschenkette sollte das letzte Mittel sein, da sie selbst für geübte Helfer sehr große Gefahren birgt:
- Die Helfer können einbrechen
- Eisrettungs- und Überlebensanzüge sind meist nicht verfügbar
- Der Hintermann kann loslassen und die Kette unterbrechen

Die Retter können also sehr schnell selbst zu Verunfallten werden.

## Eigenrettung
Falls keine Helfer in der Nähe sind, muss der Verunfallte versuchen, sich selbst aus dem Eis zu retten. Dabei wird zwischen zwei verschiedene Fällen unterschieden.
Bei festem Eis wird das Gewicht so weit wie möglich auf dem Eis verteilt, um sich selbst herauszuziehen. Danach muss der Verunfallte möglichst flach auf dem Bauch zum Ufer zurückkriechen.
Bei brüchigem Eis kann der Verunfallte versuchen, das Eis in Richtung Ufer immer wieder abzubrechen und so die Einbruchstelle bis zum Ufer hin auszuweiten.

### Eiskrallen
Wenn man trotz der Risiken auf das Betreten von Eisflächen nicht verzichten kann, ist das Mitführen von Eiskrallen zu erwägen. Diese Krallen bestehen aus zwei stabilen Handgriffen mit Dorn, welche griffbereit an einer Schnur um den Hals getragen werden. Damit kann man sich selbst auf dem rutschigen Eis festpickeln und vielleicht herausziehen, was allerdings gute Koordination und Körperkraft erfordert.